# Fijación Oral Vol. 1
Fijación Oral Vol. 1 este cel de-al șaselea material discografic de studio al interpretei columbiene Shakira.
La doi ani de la încheierea tuturor formelor de promovare a discului Laundry Service, Shakira a început înregistrările pentru noile albume de studio, Fijación Oral Vol. 1 și Oral Fixation Vol. 2. Primul dintre acestea, Fijación Oral Vol. 1, conține compoziții interpretate în limba spaniolă, fiind și primul promovat. Materialul a fost precedat de lansarea extrasului pe single „La Tortura”, o colaborare cu artistul spaniol Alejandro Sanz. Piesa a devenit în scurt timp un succes pe întregul continent american, dar și în Europa. Cântecul deține recordul de cele mai multe săptămâni petrecute pe prima treaptă a clasamentului Billboard Hot Latin Songs, staționând în vârful acestuia timp de douăzeci și cinci de săptămâni. De asemenea, înregistrarea a devenit prima compoziție în limba spaniolă ce a fost interpretată pe scena premiilor MTV Video Music Awards, gală la care videoclipul adiacent cântecului a primit o serie de nominalizări. Fijación Oral Vol. 1 a debutat pe locul 4 în ierarhia americană Billboard 200, grație celor peste 157.000 de exemplare distribuite într-o singură săptămână. În prima zi materialul a primit triplu disc de platină în Columbia și un disc de platină în Venezuela, pentru ca două zile mai târziu să ajungă deja la peste un milion de exemplare comercializate. Vânzările la nivel global ale albumului se ridică la aproximativ patru milioane de unități, fiind și unul dintre cele mai bine comerciaizate produse de studio ale anului 2004. De pe material au mai fost extrase pe disc single patru cântece, „No”, „Dia de Enero”, „La Pared” și „Las De La Intuition”. Pentru acest disc Shakira a fost răsplătită cu un premiu Grammy la categoria „Cel mai bun album de muzică latino/rock”, artista câștigând și patru statuete Latin Grammy.

## Ordinea pieselor pe disc
1. „En Tus Pupilas” — 4:24
2. „La Pared” — 3:20
3. „La Tortura" (featuring Alejandro Sanz) —  3:35
4. „Obtener Un Sí” — 3:21
5. „Día Especial" (featuring Gustavo Cerati) 4:25
6. „Escondite Inglés” — 3:10
7. „No” (featuring Gustavo Cerati) — 4:47
8. „Las de la Intuición” — 3:42
9. „Día de Enero” — 2:55
10. „Lo Imprescindible” — 3:58
11. „La Pared” (acustic) — 2:41
12. „La Tortura” (remix) — 3:12